# 堤猶二
堤 猶二（つつみ ゆうじ、1942年2月26日 - ）は日本の実業家。プリンスホテル、横浜グランドインターコンチネンタルホテル代表取締役社長を歴任した。セゾン現代美術館評議員。

## 人物・来歴
堤康次郎は父、堤清二は異母兄、堤義明は同母兄である。
麻布高等学校を卒業後、西武百貨店ロサンゼルス店の出店準備を進める父から、ロスの大学なら留学も許すとの言質を得て、カリフォルニア大学ロサンゼルス校に進む。
大学を卒業した1965年西武百貨店に入社。父の肝いりで出店したが売上不振で閉店に終わったロサンゼルス店の残務処理に当たる。
1971年プリンスホテルを設立し代表取締役社長、1984年にホテル西洋銀座の総合プロデューサーとなり、セゾングループが立ち上げるホテル開業に向け奔走する。
1987年にセゾングループによるインターコンチネンタルホテルズグループの買収にあたり指揮を執り、1988年から1992年にはスカンジナビア航空との合弁事業、インターコンチネンタルホテルズグループの会長を務める。2001年横浜グランドインターコンチネンタルホテル代表取締役社長。2008年東京テアトル代表取締役会長。

## 関係した会社等
- インターコンチネンタル東京ベイ運営会社
- 株式会社ホスピタリティ・ネットワーク
- 株式会社豊島園
- 東京テアトル株式会社
- 株式会社横浜グランドインターコンチネンタルホテル
- セゾン美術館
- アジアン・カルチュラル・カウンシル

## 著書
- 『真実の瞬間―SAS（スカンジナビア航空）のサービス戦略はなぜ成功したか』（共著）1990年、ダイヤモンド社 ISBN 978-4478330241